# Bronson Webb
Bronson Webb (* 20. Februar 1983 in London, England) ist ein britischer Schauspieler.

## Leben und Karriere
Bronson John Webb wurde in London geboren, wo er auch aufwuchs. Seit seinem 11. Lebensjahr ist er als Schauspieler aktiv. Im Alter von 12 Jahren spielte er die Rolle des Edgar Stick in der britischen Fernsehserie Fünf Freunde (1996); er war in der Folge Fünf Freunde auf geheimnisvollen Spuren zu sehen.
In der Harry-Potter-Verfilmung Harry Potter und der Gefangene von Askaban (2004) spielte er einen Schüler, der in der Hogwarts School of Witchcraft and Wizardry zum Haus Slytherin gehört. Er ersetzte in der Clique um Draco Malfoy, Vincent Crabbe und Gregory Goyle in einigen Szenen Gregory Goyle. Im Drehbuch hatte seine Rolle den Namen Pike; die im Film jedoch namenlose Rolle wird allgemein als „Slytherin Boy“ bezeichnet. 
Er war seither vor allem in kleineren Nebenrollen in erfolgreichen Filmen und Serien zu sehen, darunter Königreich der Himmel (2005; als junger Lehrling), Robin Hood (2010; als Robin Hoods Gefährte Jimoen) und Pirates of the Caribbean – Fremde Gezeiten (2011; als Koch). Größere Rollen hatte er als Kidnapper Emilio in dem Filmdrama The Lives of the Saints (2006) und als „Sidekick“ Tony in dem Kriminalthriller Pusher (2012).
2011 war er in der Prologszene der ersten Folge der Erfolgsserie Game of Thrones als Will zu sehen. Er spielte einen jungen Grenzer der Nachtwache, der wegen Desertion hingerichtet wird. 2012 hatte er eine Episodenrolle in der britischen Krimiserie Lewis – Der Oxford Krimi. Er spielte die Rolle des jungen, schweigsamen Silas Whittaker, den der Tod der 18-jährigen Babysitterin Jessica Lake besonders mitnimmt.
Er hatte außerdem Episodenrollen in den britischen Fernsehserien Harry and Cosh (2001), Waking the Dead – Im Auftrag der Toten (2003), Doctors (2004), Eleventh Hour – Einsatz in letzter Sekunde (2006), Murphy’s Law (2007) und Die Tudors (2010; als Furier, im Original: Forager, in einem kurzen Gespräch mit dem Earl of Surrey).
In dem Fantasyfilm Pan (2015), mit Hugh Jackman als Bösewicht Blackbeard, übernahm Webb die Rolle des Steps. In dem Kinofilm Victor Frankenstein – Genie und Wahnsinn (2015) mit James McAvoy in der Hauptrolle spielt Webb die Rolle des Rafferty. 2020 übernahm er in der Comedyserie Ted Lasso als Jeremy eine Nebenrolle.
Webb ist seit Dezember 2010 mit seiner Ehefrau Megan verheiratet.

## Filmografie (Auswahl)
- 1994–2002: The Bill (Fernsehserie, 4 Episoden, verschiedene Rollen)
- 1996: Stone Man
- 1996: Fünf Freunde (The Famous Five, Fernsehserie, Episode: 2x03)
- 2002: Ein Kind von Traurigkeit (Pure)
- 2003: Waking the Dead – Im Auftrag der Toten (Waking the Dead, Fernsehserie, 2 Episoden)
- 2004: Harry Potter und der Gefangene von Askaban (Harry Potter and the Prisoner of Azkaban)
- 2005: Königreich der Himmel (Kingdom of Heaven)
- 2005: Chromophobia
- 2006: The Lives of Saints
- 2006: Venus
- 2007: Sugarhouse
- 2007: Abbitte
- 2008: Bank Job
- 2008: The Dark Knight
- 2008: Cass
- 2008: The Disappeared
- 2008: Lead Balloon
- 2010: Robin Hood
- 2010: Die Tudors (The Tudors, Fernsehserie, Episode: 4x08)
- 2011: Game of Thrones (Fernsehserie, Episode: 1x01)
- 2011: Pirates of the Caribbean – Fremde Gezeiten (Pirates of The Caribbean: On Stranger Tides)
- 2012: Pusher
- 2012: Lewis – Der Oxford Krimi (Fernsehserie; Episode Heimliche Spiele)
- 2013: Mr. May und das Flüstern der Ewigkeit (Still Life)
- 2015: Pan
- 2015: Victor Frankenstein – Genie und Wahnsinn (Victor Frankenstein)
- 2016: Rogue One: A Star Wars Story
- 2017: Strike (Fernsehserie, 3 Episoden)
- 2018: Holmes & Watson
- 2020–2021: Ted Lasso (Fernsehserie, 14 Episoden)
- 2022: The Batman
- 2024: Back to Black